# Wurstessen

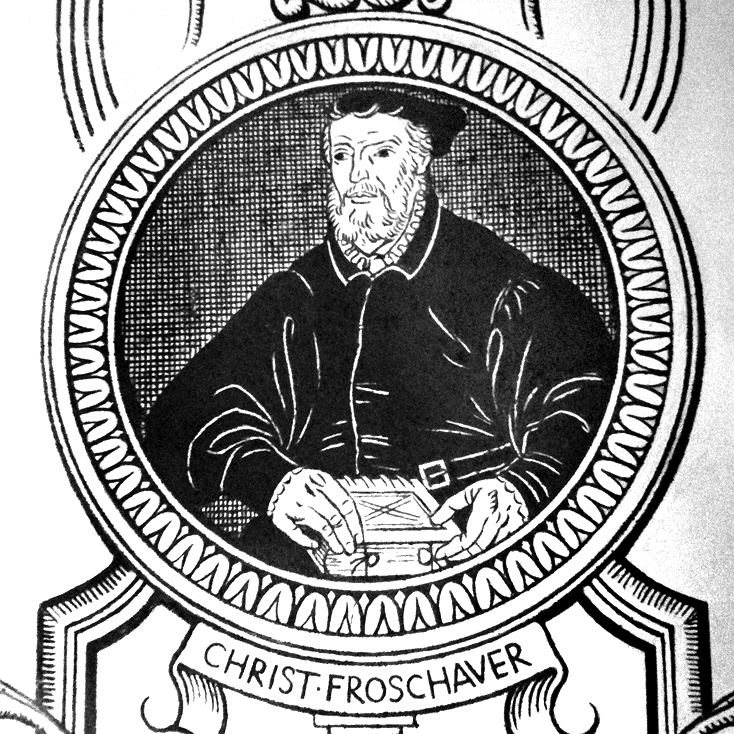
Christoph Froschauer auf einer Wandzeichnung im Orell-Füssli-Hauptsitz in Zürich-Wiedikon

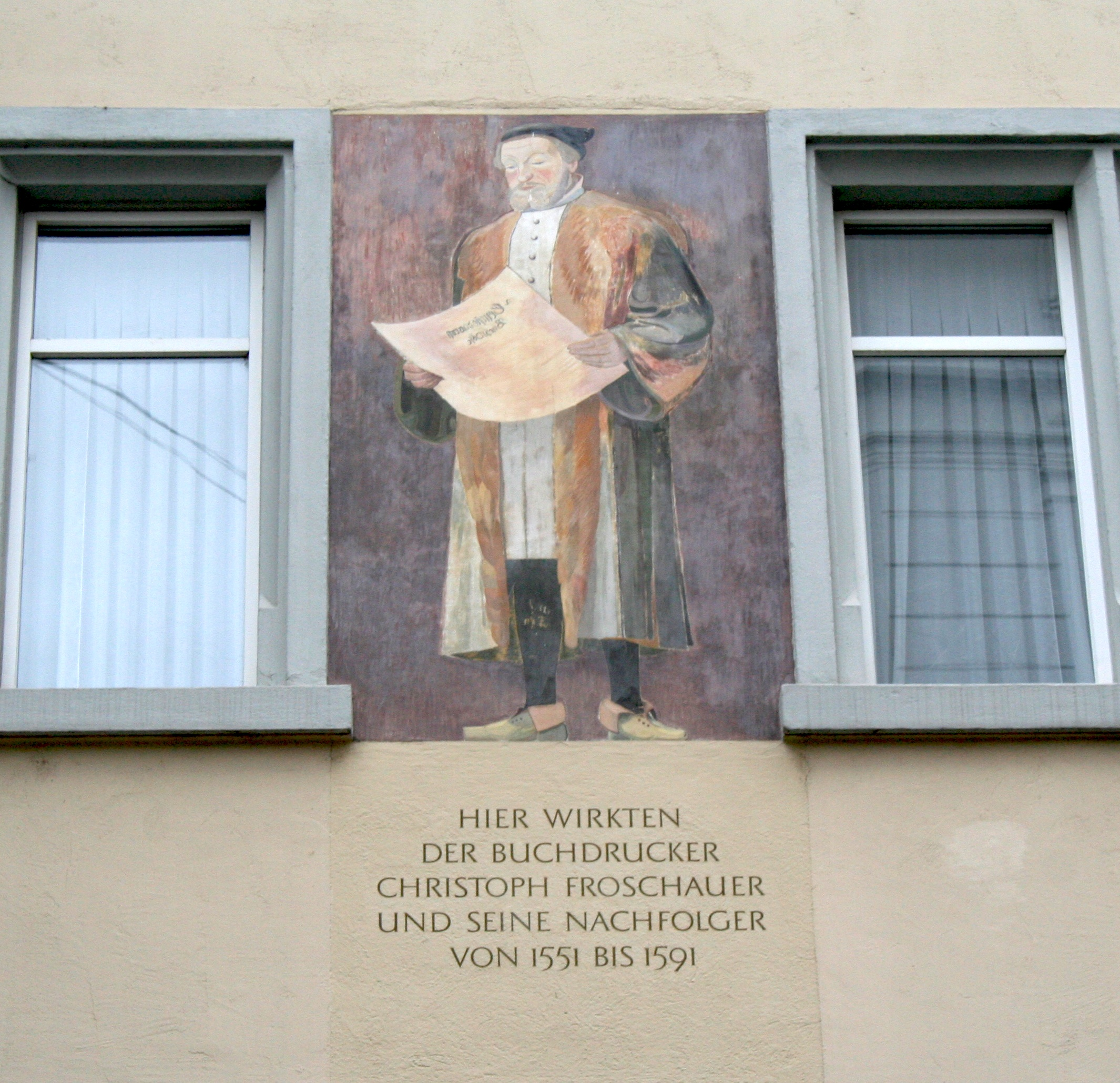
Inschrift und Bild am (nach dem Wurstessen erworbenen) Haus Froschauers an der Brunngasse 18 in Zürich

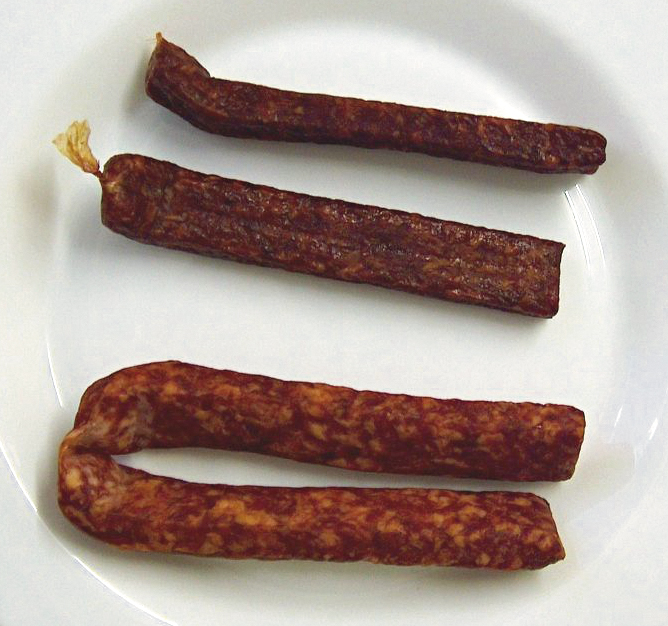
Geräucherte Würste

Das Zürcher Wurstessen, auch Froschauer-Wurstessen, fand 1522 am ersten Sonntag der Fastenzeit (9. März 1522, Invokavit) in Zürich statt. Dabei wurde im Hause des Druckers Christoph Froschauer von Angehörigen der Zürcher Ehrbarkeit und im Beisein mehrerer Geistlicher demonstrativ gegen das geltende Abstinenzgebot verstossen. Der Reformator Huldrych Zwingli war anwesend, nahm aber am Wurstessen selbst nicht teil. Das Wurstessen hat für die Reformation in der Schweiz wie die reformierte Kirche allgemein eine ähnlich bedeutende Rolle wie der Wittenberger Thesenanschlag für die Reformation in Deutschland und die lutherischen Kirchen.

## Hintergrund
Bereits vorher war die privat oft nicht mehr eingehaltene Fastenzeit mehrfach öffentlich durchbrochen worden. Am ersten Tag der vorösterlichen Fastenzeit 1522, an Aschermittwoch, dem 5. März, hatte beispielsweise der Zürcher Bäcker Heini Aberli im Zunfthaus «zum Weggen» einen Braten gegessen, was als Ordnungswidrigkeit aktenkundig wurde. In Froschauers Haus «Am Wyngarten» fand dann am folgenden 1. Fastensonntag, dem 9. März 1522, im Beisein Zwinglis das «Wurstessen» statt, eine geplante Provokation, für die Froschauer sich vor dem Stadtrat verteidigen musste. Anwesend waren unter anderem Leo Jud von Einsiedeln, der beim Essen mithielt, sowie Klaus Hottinger und Lorenz Hochrütiner, die später Bedeutung in der Schweizer Reformation erlangten. Die Druckerei selbst brachte einige Jahre später die bedeutende Zürcher Bibel heraus, die auch als Froschauerbibel bekannt wurde.
Froschauer gab in seiner Verteidigungsschrift vom 21. März an, bei der vielen Arbeit mit einer dringenden Buchlieferung für Erasmus von Rotterdam zur Frankfurter Messe seien er und sein Hausgesinde vom «Mus» allein nicht satt geworden, und Fisch könne er auch nicht allweg kaufen.
Gegessen wurden zuerst Zürcher Fasnachts-Chüechli (Hefegebäck ohne Ei). Die anschliessend gegessene Wurst waren dünne Scheiben von über einem Jahr gelagerten, scharfen Rauchwürsten. Das Wurstessen wurde aber als symbolische Demonstration der evangelischen Freiheit im Sinne von Zwinglis Predigten und Luthers Bibelverständnis verstanden. Man setzte sich im reformatorischen Sinne über alles sogenannt «nicht Biblische» hinweg. In Basel wurde wenig später mit einem etwas opulenteren Spanferkel-Essen ebenso verfahren.

## Folgen
Der Grosse Rat verurteilte zunächst den Bruch des Abstinenzgebots. Der Rat von Zürich (nicht die Kirche) ordnete sofort eine Untersuchung darüber an, als das Wurstessen publik wurde. Zwei Wochen später nahm Zwingli in seiner Predigt zum Fasten Stellung, deren Text dann bereits am Gründonnerstag bei Froschauer im Druck erschien: Von Erkiesen [Auswählen] und Fryheit der Spysen. So wurde der Fastenbruch zur öffentlichen Kontroverse. Befürworter und Gegner der Fastengebote beschimpften und verprügelten sich, Zwingli sollte gar entführt werden.
Brisant war aber die Entscheidung des Rats als weltlicher Behörde, in der Fastenfrage nur noch gelten zu lassen, was die Bibel dazu erlaube oder verbiete. Ein Jahr später wurden nach der Ersten Zürcher Disputation die kirchlichen Fastengebote aufgehoben. Der Rat hatte damit in eigener Entscheidung Zwinglis Schriftprinzip übernommen und die Bibel (in Zwinglis Auslegung) als Grundlage für sein kirchenpolitisches Handeln gesetzt. Das Wurstessen bei Froschauer wurde dadurch ein wesentlicher Baustein der Reformbemühungen Zwinglis. Das Zürcher Nachtmahl 1525, die erste Feier des Abendmahls in Zwinglis Verständnis im Zürcher Grossmünster, wurde ein weiterer Meilenstein der Reformation in der Schweiz wie der Geschichte des Kantons Zürich. Durch das von Erasmus geprägte Verständnis des Abendmahls als Symbol kam es zudem zum Bruch mit den Lutherischen.

## Rezeption im Film
Das Wurstessen ist in den Filmen Zwinglis Erbe von Eutychus Production (2018) und Zwingli von C-Films AG (2019) zu sehen.